# Hollandia kultúrája
Hollandia kultúrája sokszínű, tükrözve a regionális különbségeket, de ma már transznacionális holland kultúráról beszélhetünk.
A 17. században az ország politikai és gazdasági sikerei nyomán virágzó kultúra bontakozott ki, amelyet holland aranykor néven is ismernek. 
A hollandok büszkék kulturális örökségükre, gazdag művészettörténetükre és a nemzetközi ügyekben való részvételükre. 

## Oktatási rendszer
A kötelező iskolai oktatás (leerplicht) Hollandiában ötéves korban kezdődik, de a gyakorlatban a legtöbb iskolába már négyéves kortól járnak a gyermekek. 6 éves kortól zajlik strukturális keretek (olvasás, írás, aritmetika) között az oktatás. Az alapfokú oktatásban való részvétel után (általában 12 éves kortól) a gyerekek középiskolába mennek. Tizenhat éves kortól részleges kötelező oktatás (partiële leerplicht) van, ami azt jelenti, hogy a tanulónak legalább heti két nap részt  kell vennie az oktatásban valamilyen formában. A kötelező oktatás véget ér a tizennyolc éves korban vagy amikor a tanuló VWO, HAVO vagy MBO szinten kap oklevelet.

## Kulturális intézmények

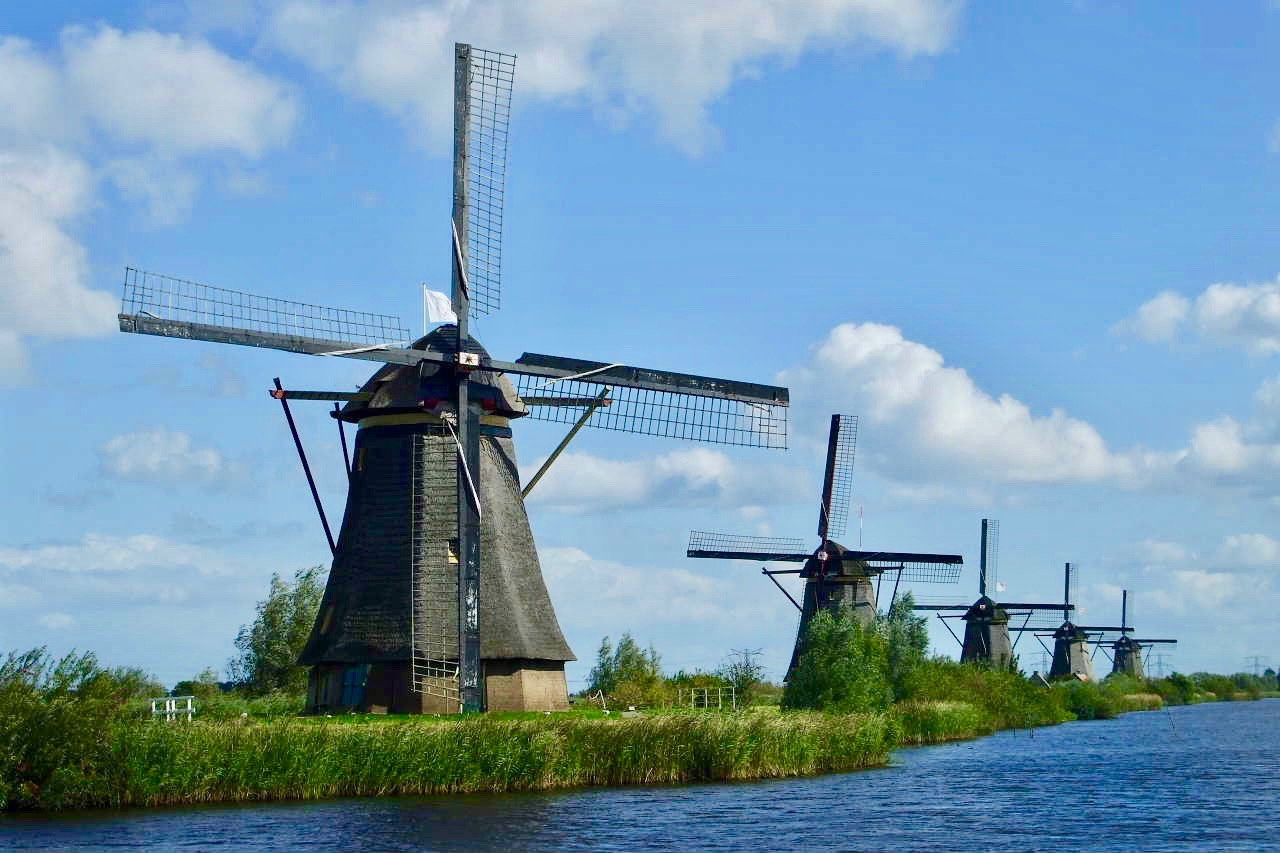
Kinderdijk-elshouti malomrendszere

### Múzeumok
A múzeumok, például a 
- Rijksmuseum  Amszterdamban,
- Van Gogh Múzeum Amszterdamban,
- Mauritshuis Hágában,
- Holland Szabadtéri Múzeum (Nederlands Openluchtmuseum) Arnhemben,
- Museum Boijmans Van Beuningen (képzőművészeti múzeum) Rotterdamban

Hollandia kulturális örökségének fontos részét képezik.

### Kulturális világörökség
Az UNESCO világörökség listájára a következő hollandiai helyszínek kerületek fel:

## Művészetek

### Építészet

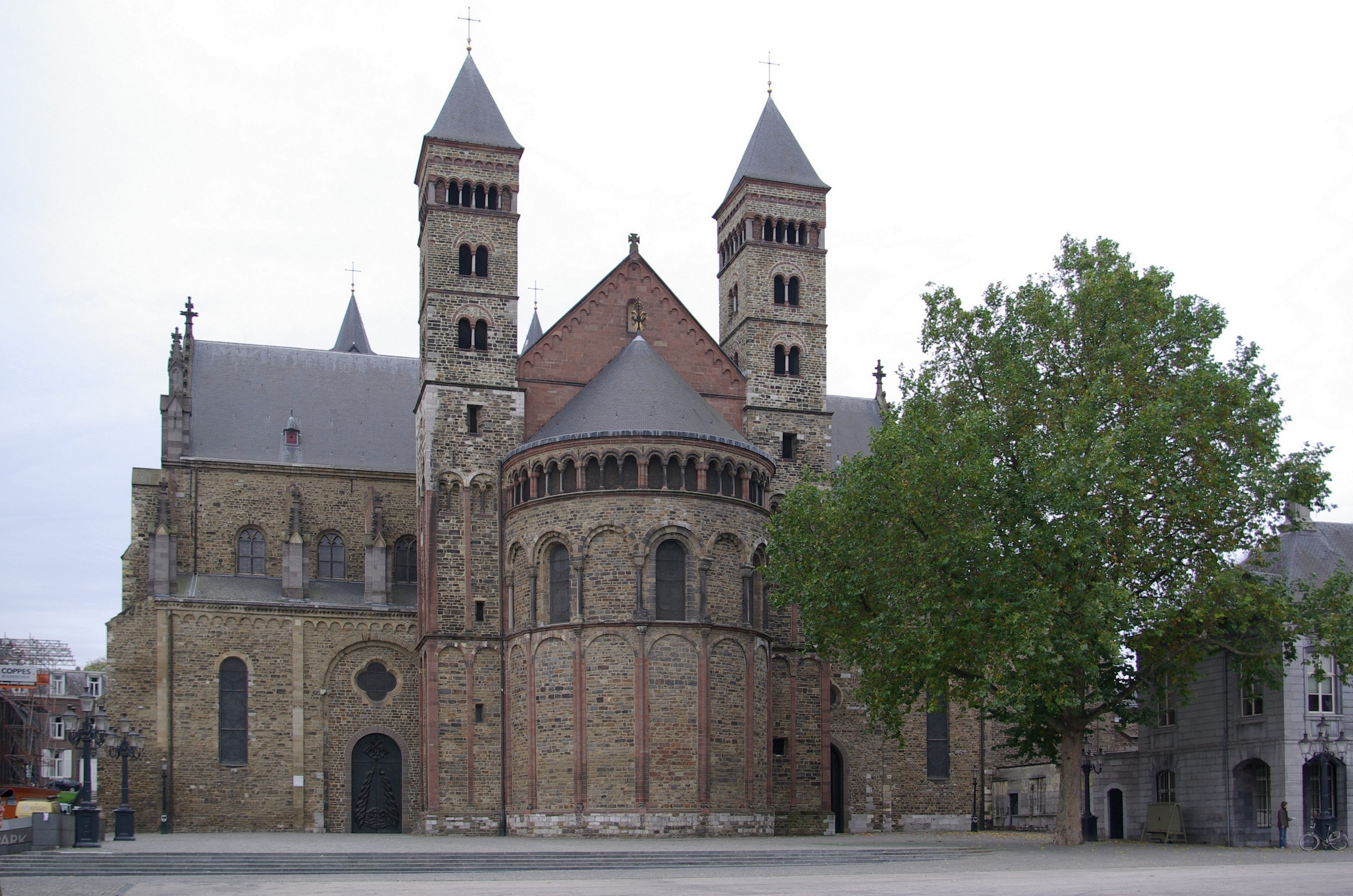
Sint-Servaasbasiliek, Maastricht (román stílusú)
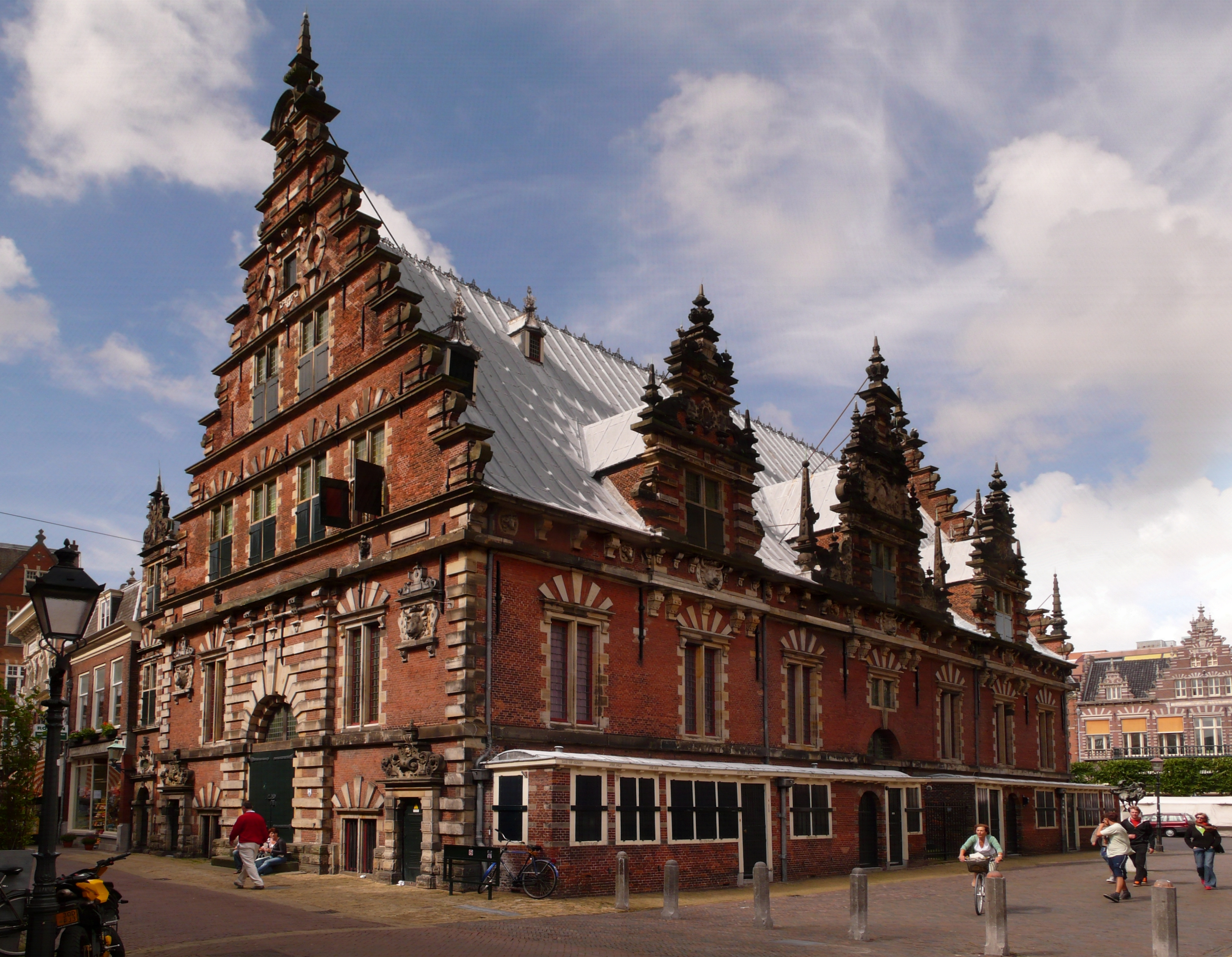
Vleeshal, Haarlem (1603)
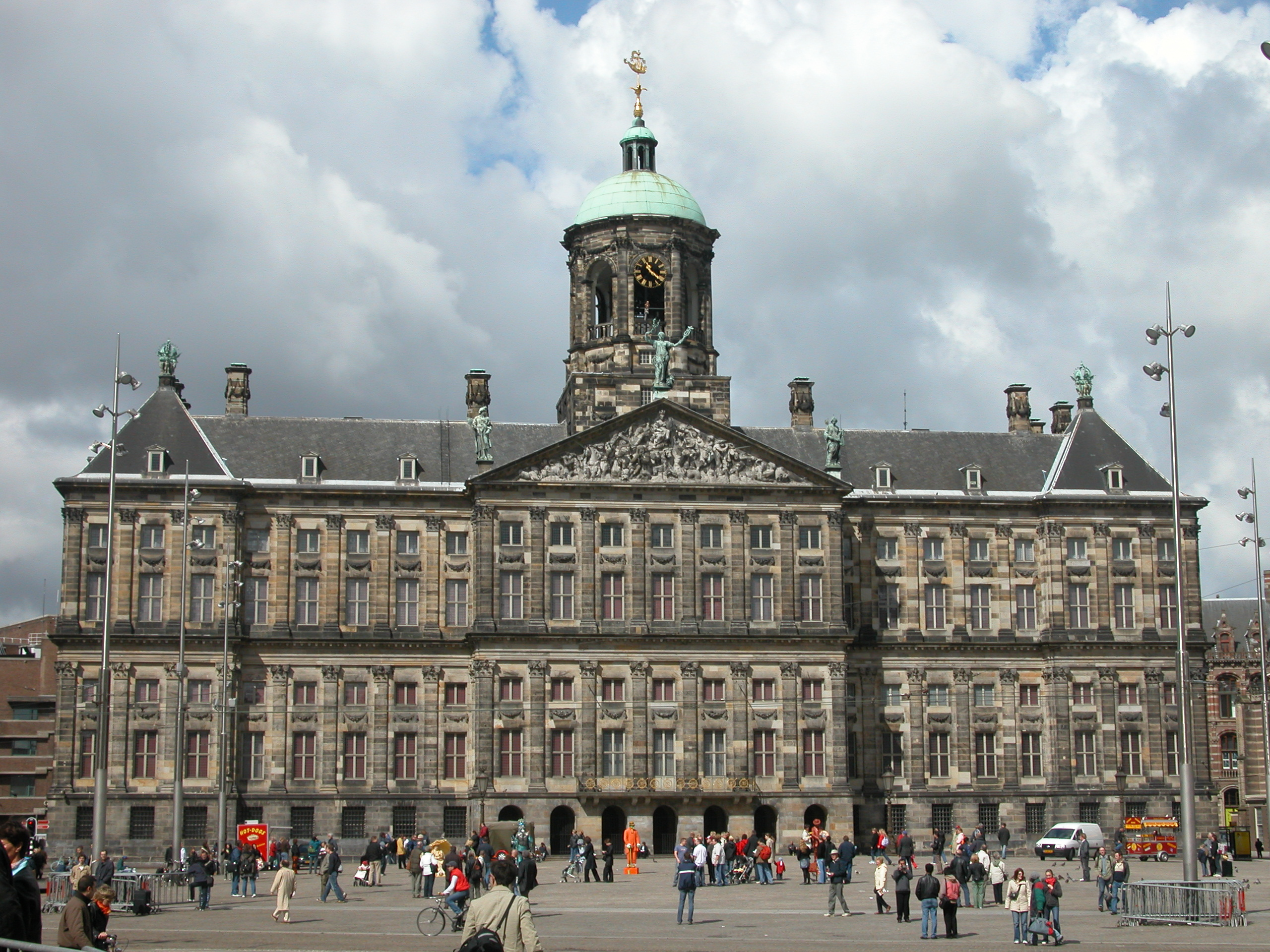
Királyi palota (Amszterdam) (1648–1665)
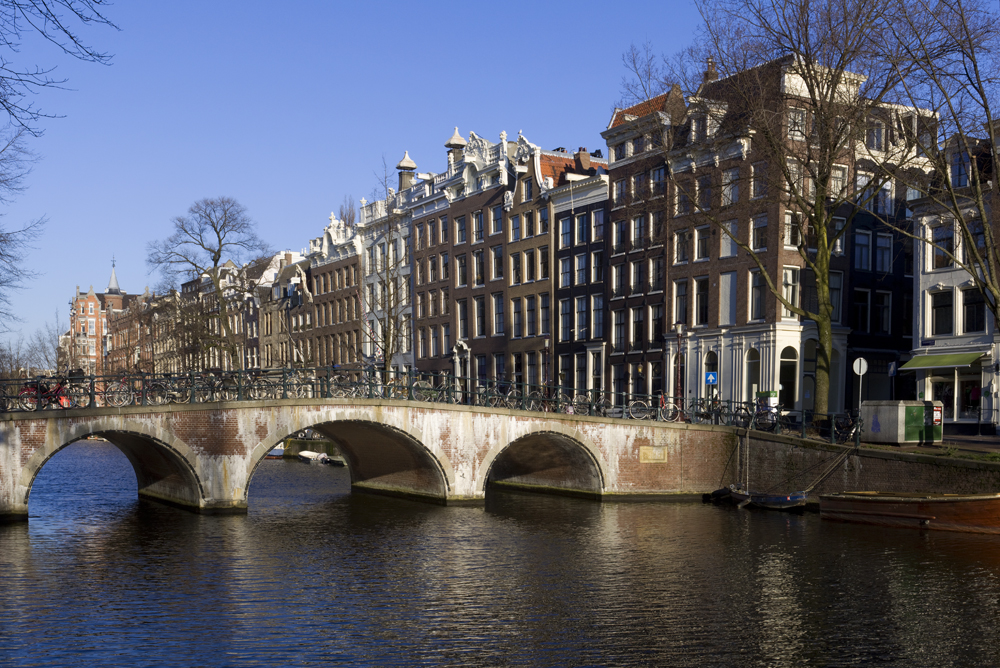
Amszterdam 17-18. sz.-i épületei
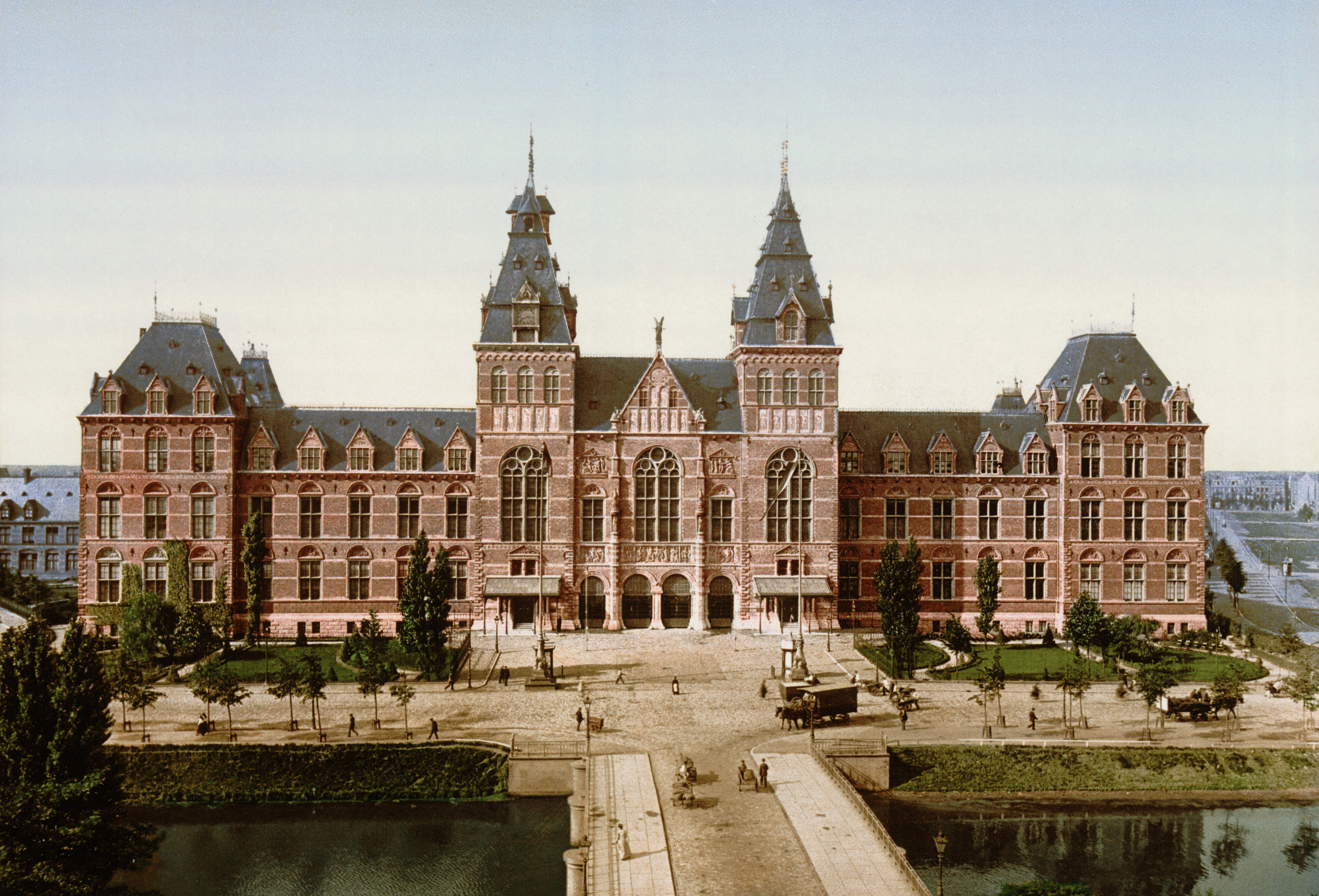
Rijksmuseum  (Amszterdam) (19. sz.)
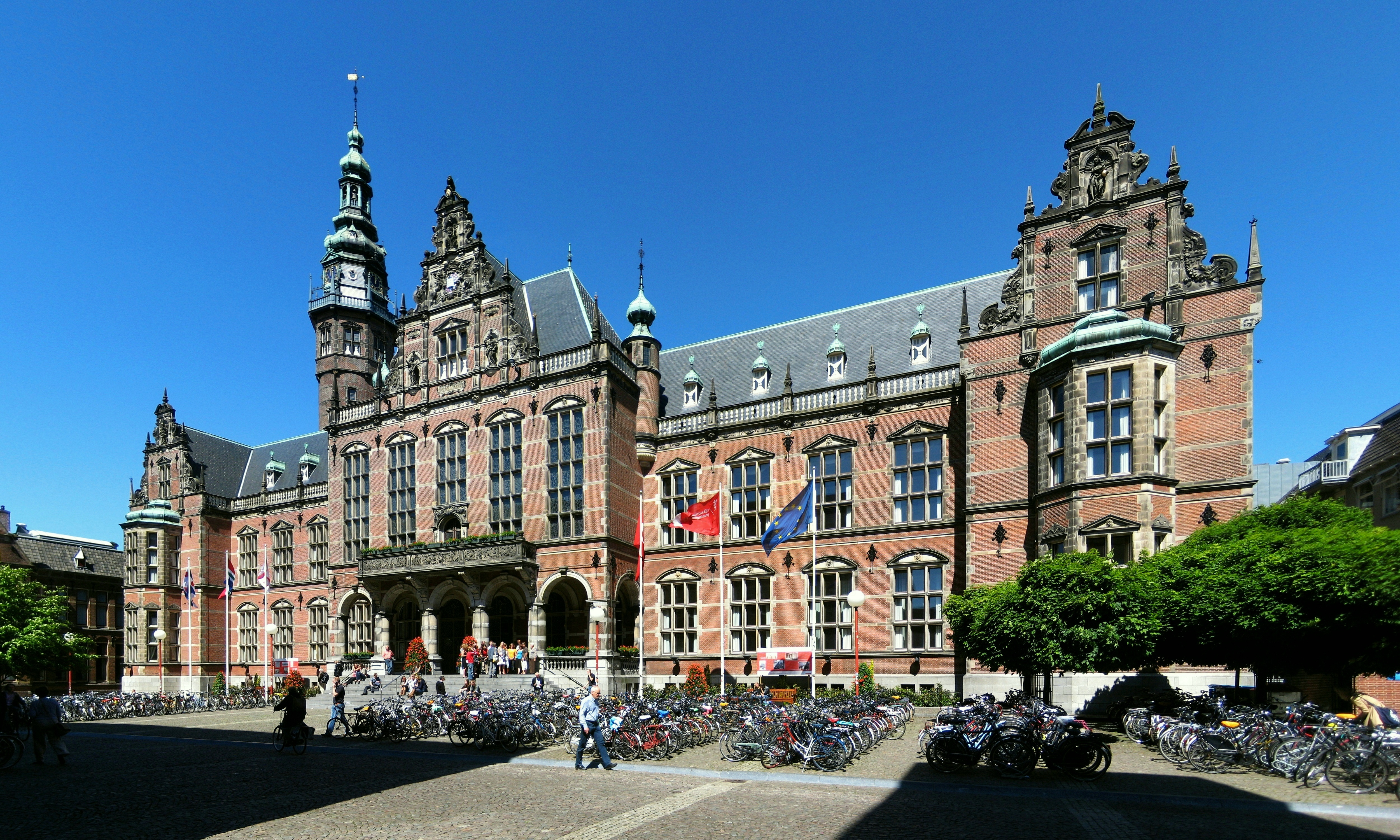
A Groningeni Egyetem főépülete, az Akadémia épület (neoreneszánsz, 1907-1909)
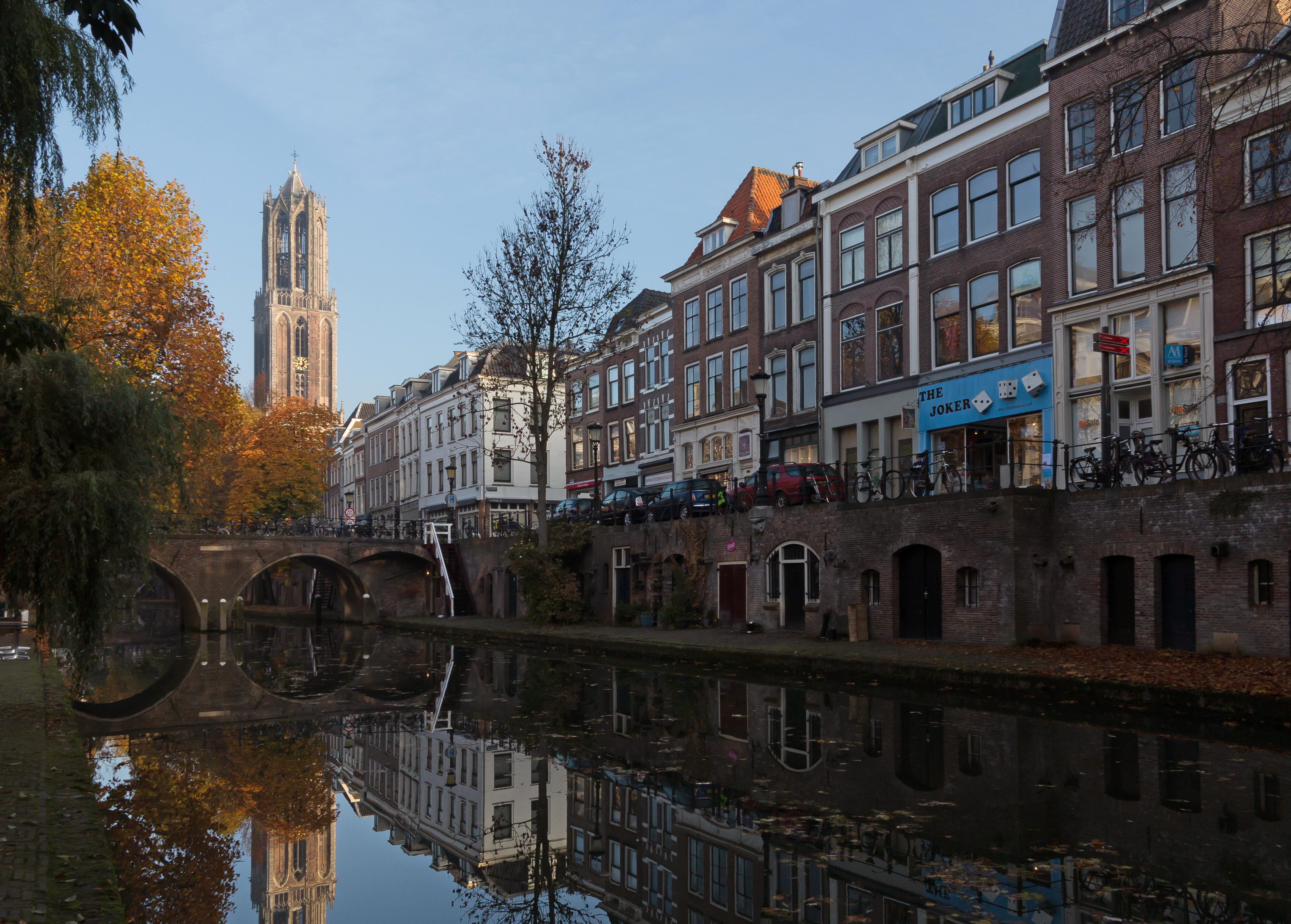
Utrecht épületei
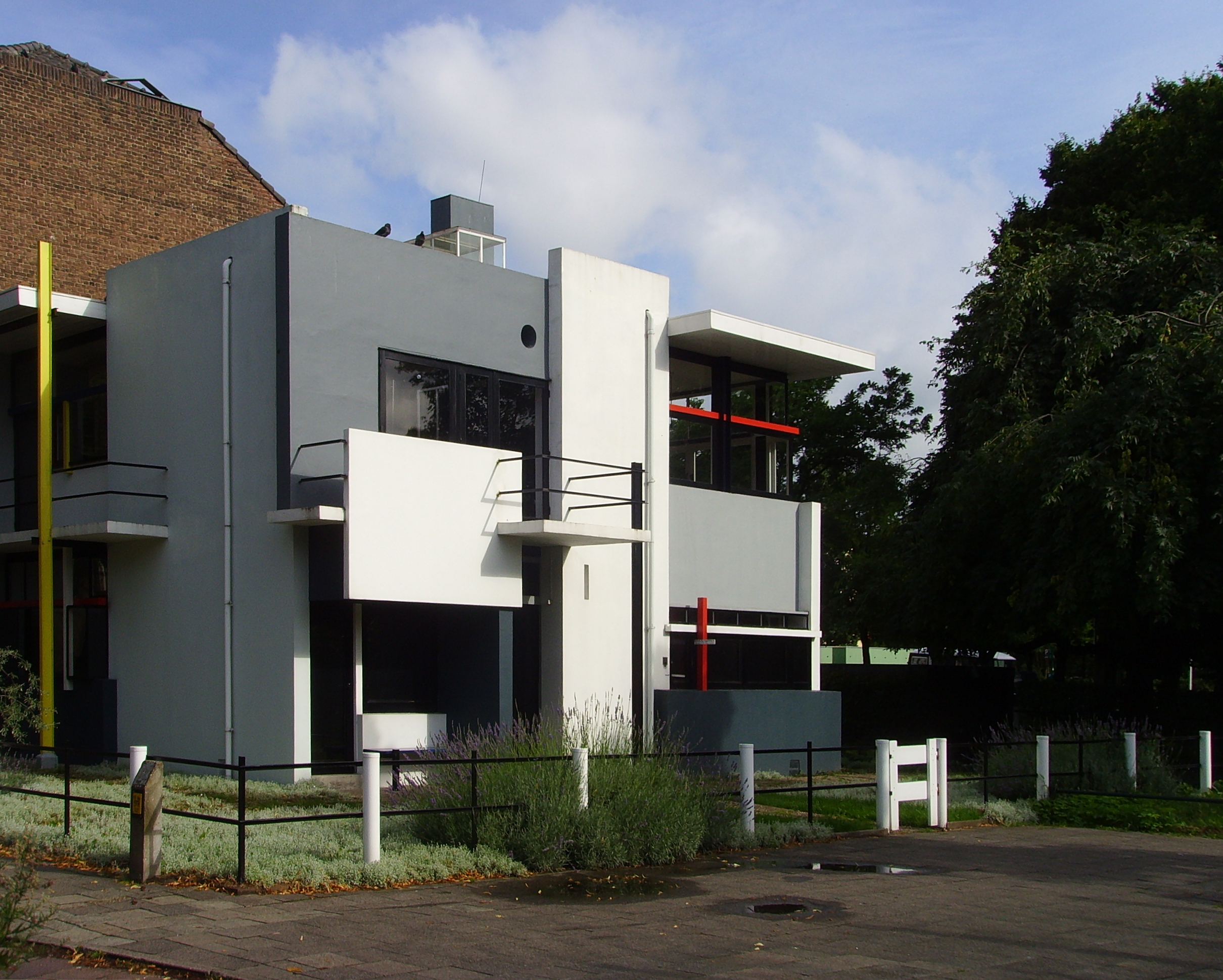
Rietveld Schröder Ház (1924)
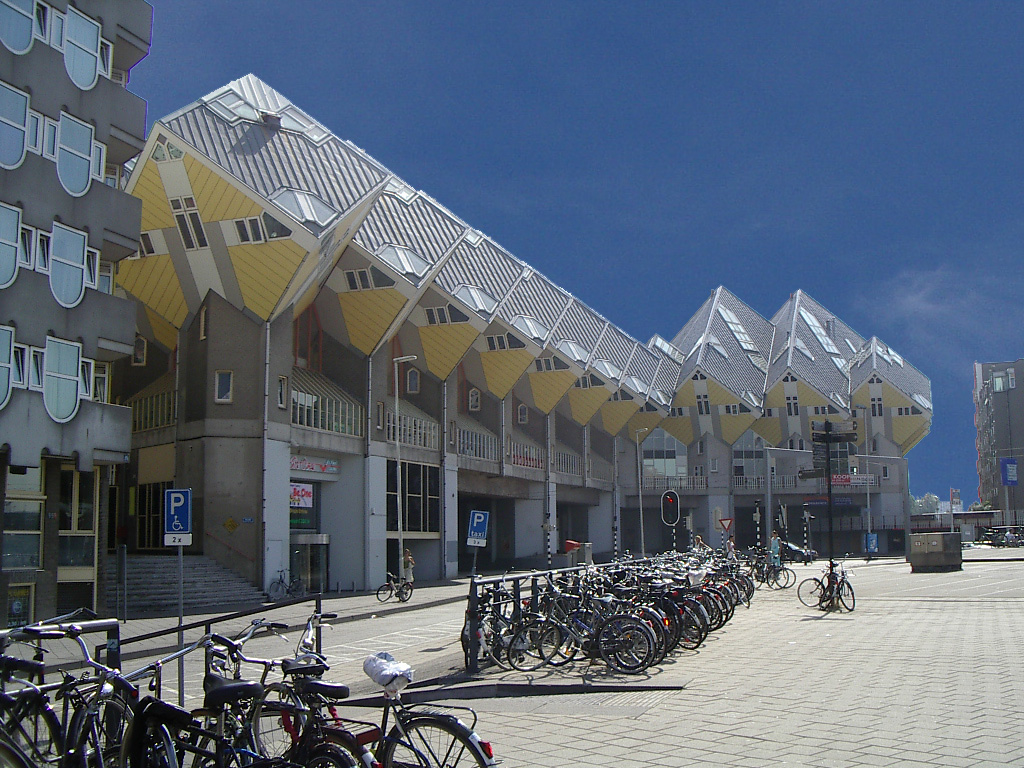
Rotterdami Kockaház (Kubuswoning) (1984)
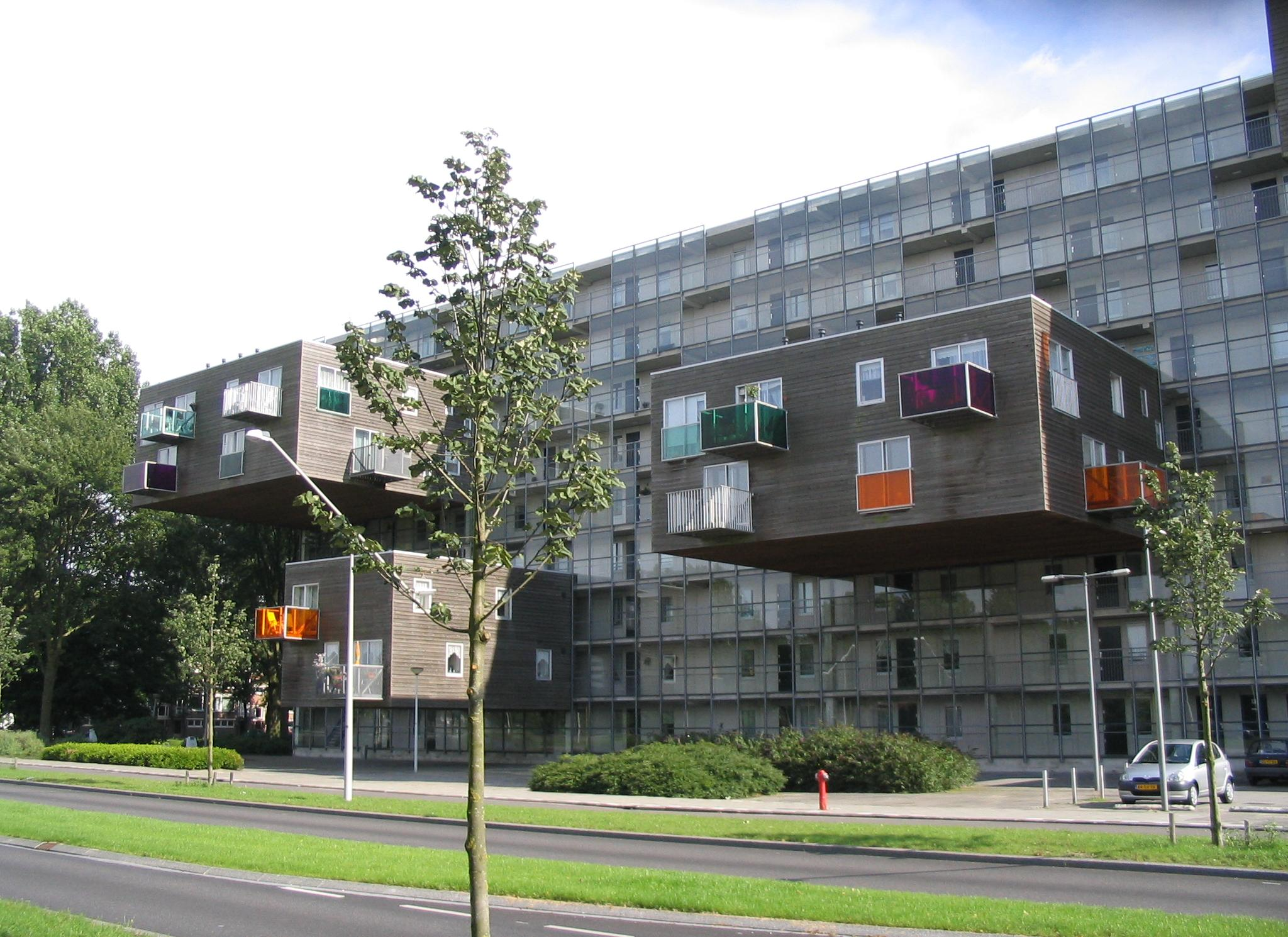
MVRDV, Amszterdam
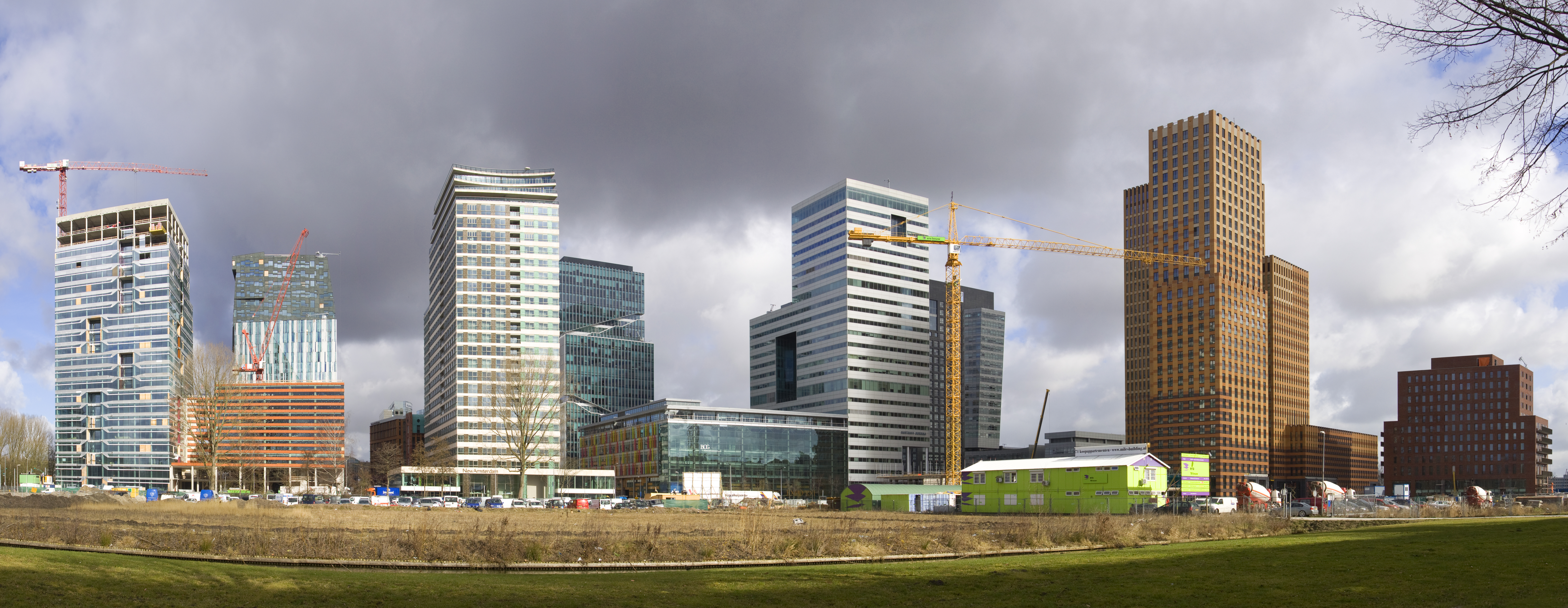
Zuidas, Amszterdam üzleti negyede

A legjelentősebb holland építészek Jacob Bakema, Petrus Belage, Johannes Brinkman, Hendrik van den Broek, Jo Coenen, Willem Marinus Dudok, Michael de Klerk, Rem Koolhaas, Pieter Kramer, Cornelius Van Eesteren, Aldo Van Eyck, Jan Wils, Piet Zwart.

### Képzőművészetek

#### Festészet
Neves holland képviselői Hieronymus Bosch, Jan Vermeer van Delft, M. C. Escher, Vincent van Gogh, Rembrandt és Peter Paul Rubens.

### Irodalom

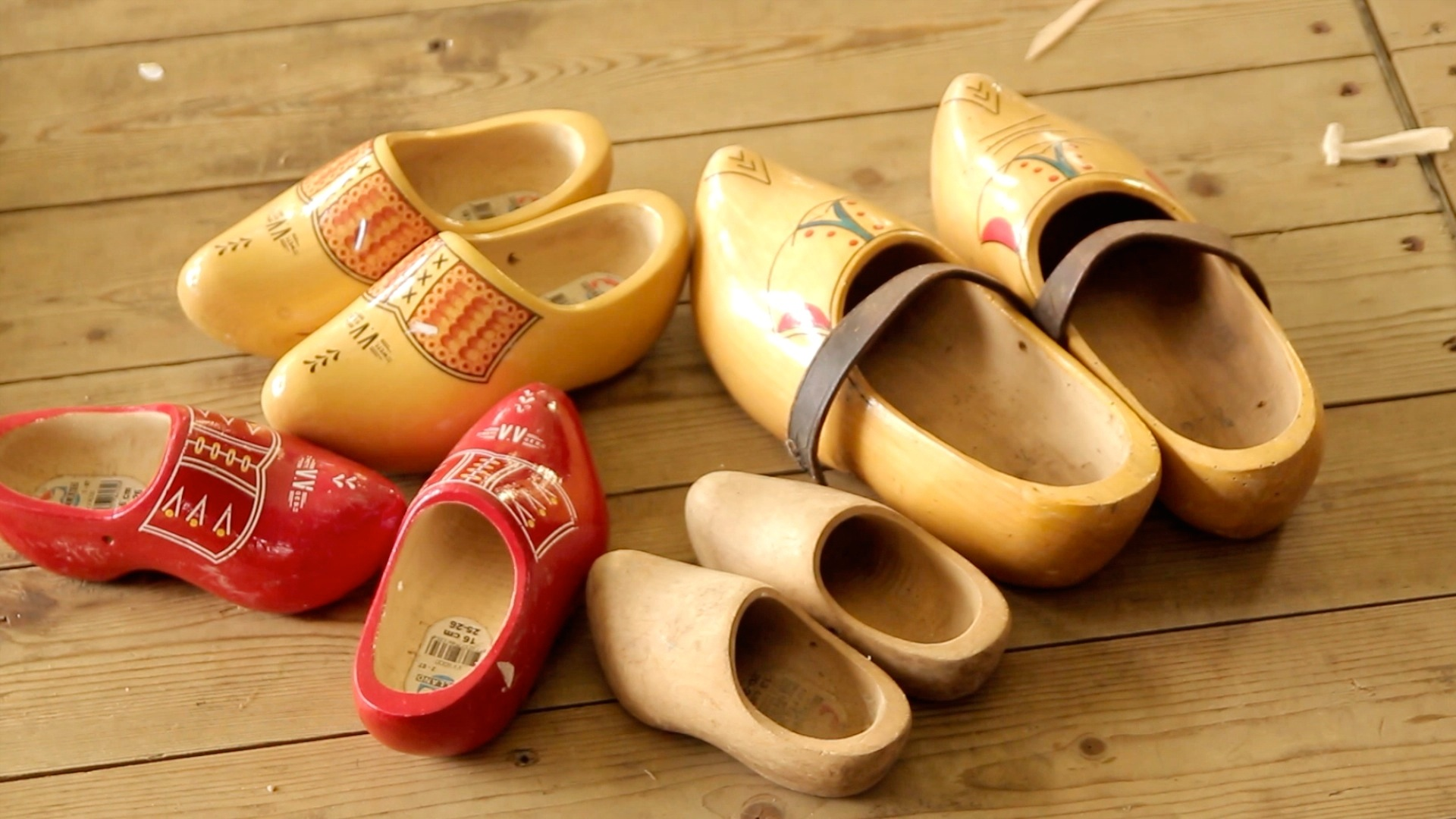
Az olcsó és elnyűhetetlen fapapucs régen népszerű lábbeli volt

### Zene

#### Klasszikus
Főbb zeneszerzők:
- Jan Pieterszoon Sweelinck (1562 – 1621)
- Jacob van Eyck (ca. 1590–1657)
- Unico Wilhelm van Wassenaer (1692–1766)
- Alphons Diepenbrock (1862 – 1921)
- Willem Pijper (1894–1947)
- Ton de Leeuw (1926 -1996)
- Lex van Delden (1919–1988)
- Louis Andriessen (1939-)

#### Könnyűzene

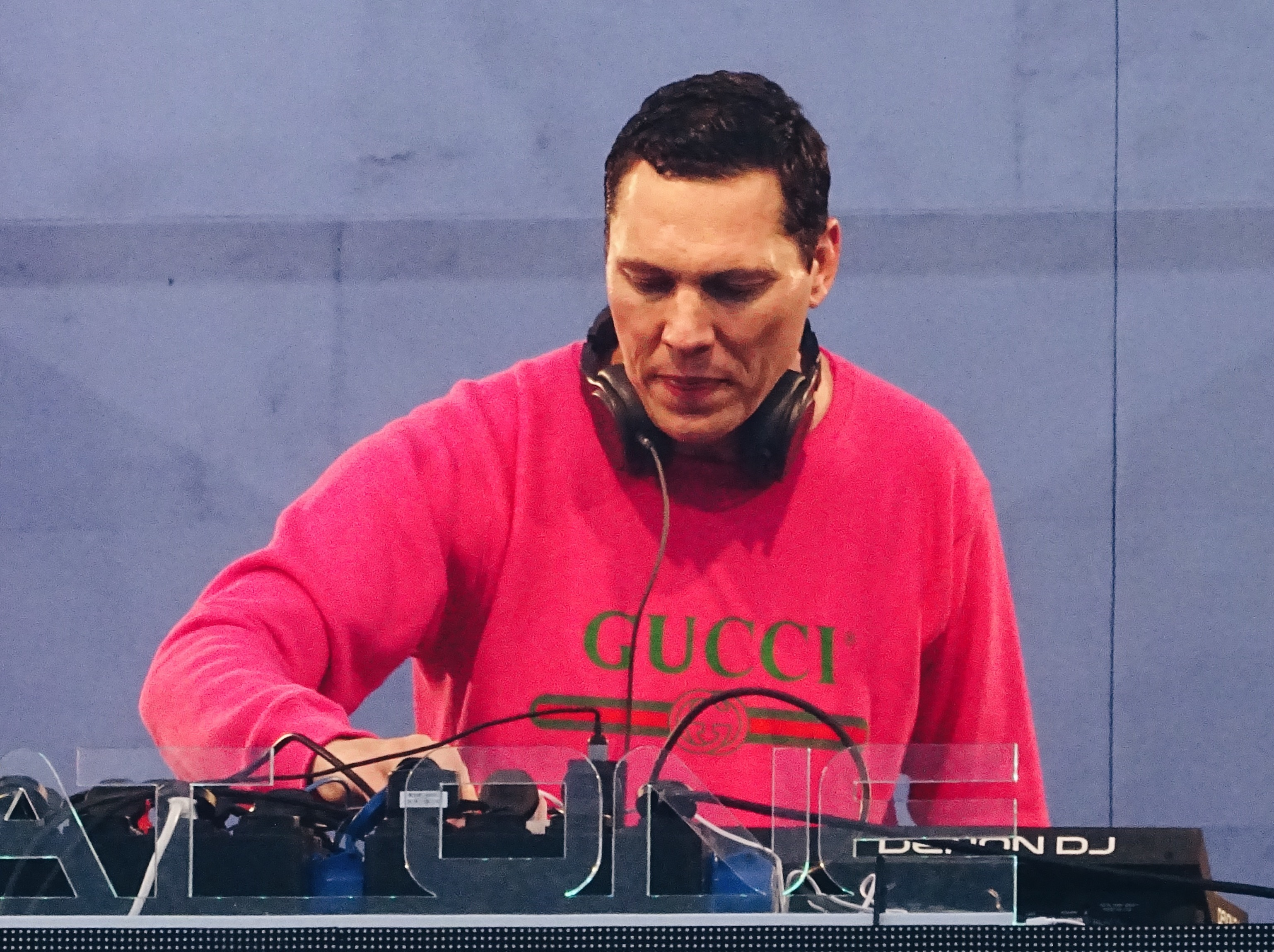
Tiësto 2017-ben

Hollandiának több zenei hagyománya van. A kortárs holland könnyűzene (Nederpop) nagymértékben befolyásolta az 1950-es években az Egyesült Királyságban és az Egyesült Államokban kialakult zenei stílusokat. Az 1960-as és 1970-es években a dalok szövegei többnyire angol nyelvűek voltak. Az olyan együttesek, mint a Shocking Blue, a Golden Earring és a Focus, nemzetközi sikert élveztek. Az 1980-as évek óta egyre több pop-zenész kezdte meg a holland nyelvű munkát, részben a Doe Maar együttes nagy sikere által inspirálva. Ma a holland rock és a popzene mindkét nyelven virágzik, néhány művész mindkettőn felvételt készít.
Hollandia az elektronikus zene fellegvára, innen került ki rengeteg híres DJ: Tiësto, Hardwell, Armin van Buuren, Nicky Romero, Afrojack, Martin Garrix, Ferry Corsten, Sander van Doorn, Don Diablo, Fedde le Grand, Showtek, Oliver Heldens, Headhunterz, Ran-D stb.
A holland nyelvű hip-hop (nederhop) nagyon népszerű Hollandiában és Belgiumban.

#### Eurovíziós Dalfesztivál
A holland Duncan Laurence a 2019-es Eurovíziós Dalfesztivál győztese volt.

## Vallás
A kereszténység jelenleg a legnagyobb vallás Hollandiában. Észak-Brabant és Limburg tartományai történelmileg erősen római katolikusak voltak, és népeik továbbra is a katolikus egyházat tekinthetik kulturális identitásuk alapjául. A protestantizmus Hollandiában számos egyházból áll, ezek közül a legnagyobb a Holland Protestáns Egyház (PKN, de Protestantse Kerk in Nederland). 
Az iszlám az állam második legnagyobb vallása. 2012-ben kb. 825 ezer muszlim volt Hollandiában (a népesség 5% -a).
A muzulmánok száma az 1960-as évhez képest növekedett a bevándorlók nagy száma következtében. Ide tartoztak a volt holland gyarmatokból, például Surinameból és Indonéziából származó bevándorlók, de elsősorban Törökországból és Marokkóból érkező migráns munkavállalók. Az 1990-es évek során menekültek érkeztek olyan iszlám országokból, mint Bosznia és Hercegovina, Irán, Irak, Szomália és Afganisztán. 
A többi vallás a holland emberek mintegy 6% -át képviseli. A hinduizmus körülbelül 215 ezer hívővel (a népesség valamivel több mint 1% -a) kisebbségi vallás Hollandiában. A híveik többsége indo-surinamese. Jelentős számban vannak még indiai és Srí Lanka-i hindu bevándorlók, valamint a hinduizmus új vallási mozgalmainak nyugati hívei, például a Hare Krishnások. Becslések szerint Hollandiában 250 ezer buddhista van és kb  45 ezer zsidó.
2015-ös felmérés alapján a lakosság 
- 31%-a agnosztikus
- 27%-a hisz valamiféle felsőbb intelligenciában (transzcendens energiában vagy lény(ek)ben)
- 25%-a ateista
- 17%-a Isten-hívő.

## Sport

### Labdarúgás

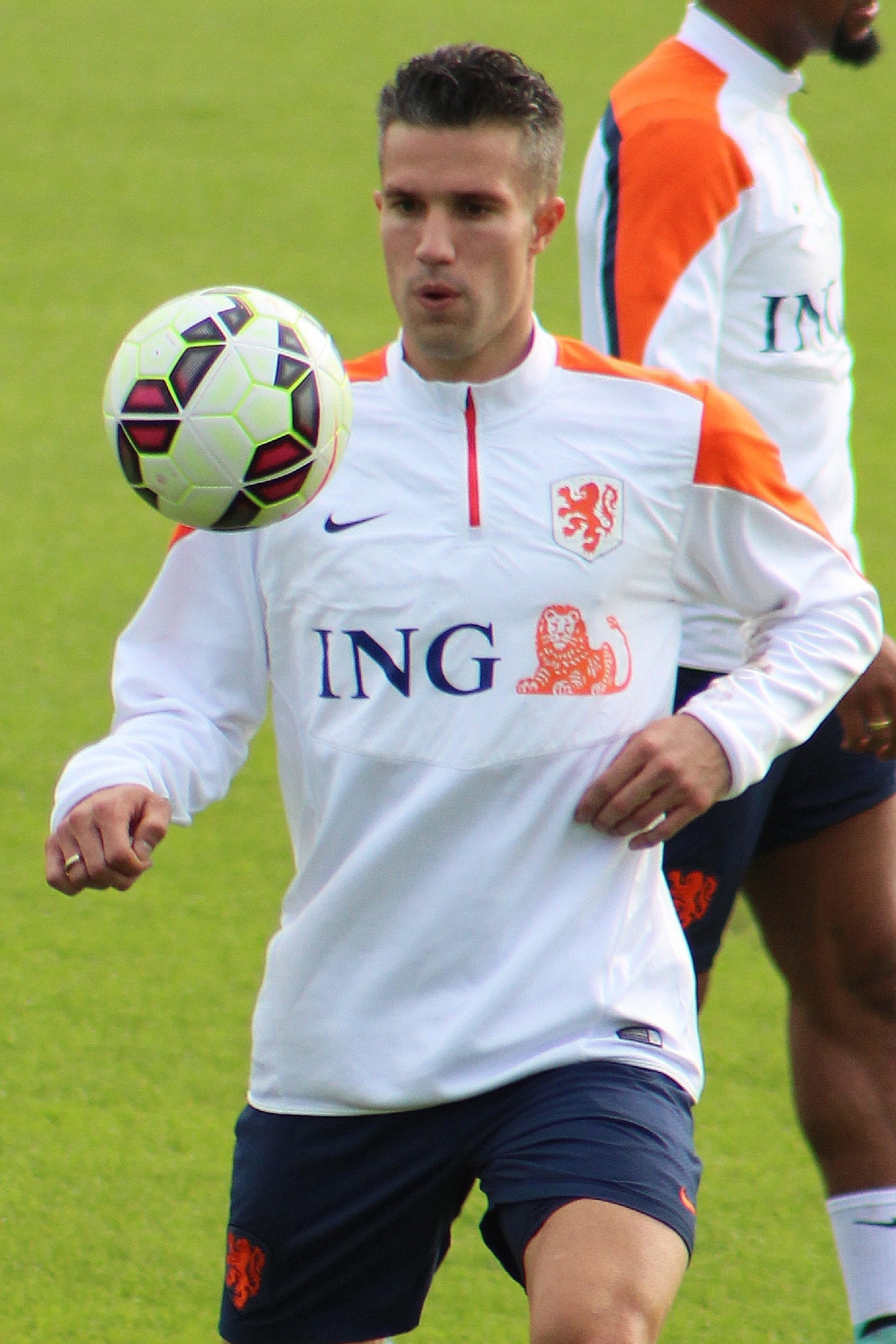
Van Persie 2014-ben

A futball a legfontosabb sportág Hollandiában. A holland labdarúgó-válogatott megnyerte az 1988-as labdarúgó-Európa-bajnokságot, és számos más európai és világbajnokságon gyakran megnyerte a tiszteletbeli helyeket. Az olyan volt futballisták, mint Johan Cruijff és Marco van Basten, valamint Guus Hiddink és Louis van Gaal külföldön dolgozó edzők hozzájárultak ahhoz, hogy Hollandia világszerte ismertté váljon ezen a területen. 
- Világbajnokság:
  - Ezüstérem: 1974, 1978, 2010
  - Bronzérem: 2014

- Bővebben: Holland labdarúgó-válogatott
- Bővebben: Holland labdarúgó-bajnokság (első osztály)

### Egyéb
Más népszerű sportágak közé tartozik a gyeplabda, korcsolyázás, kerékpározás, lovaglás, röplabda, kézilabda, korfball, tenisz, golf és úszás. Mintegy 2000 óta a darts is fontosabb pozíciót foglal el a holland sportok világában.

### Olimpia
Amszterdam rendezte az 1928. évi nyári olimpiát; 1980-ban Arnhemben került sor a Paralimpiai Nyári Játékokra.
- Bővebben: Hollandia az olimpiai játékokon

## Gasztronómia

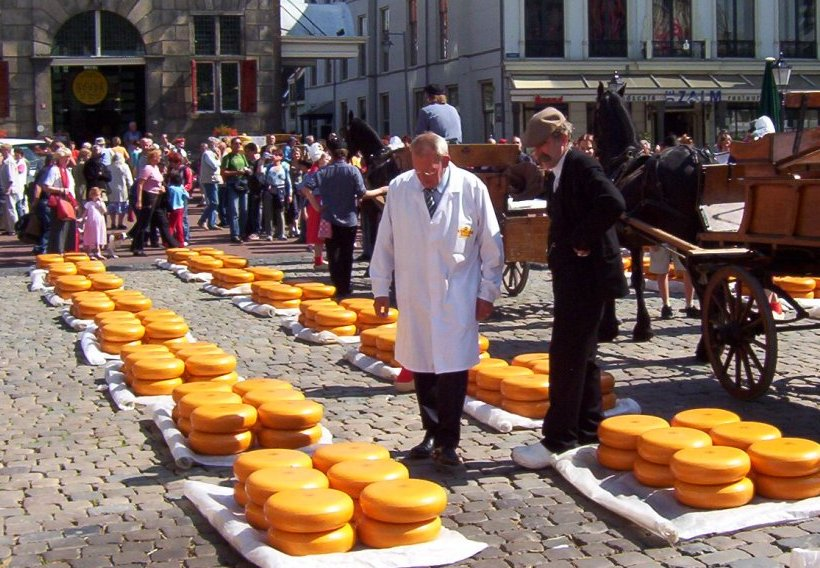
A goudai sajtpiac

A holland tejipar termékei, a sajt, a vaj, a sűrített tej és a csokoládé kiváló minőségűek. Hollandia évszázadok óta készít és exportál sajtot. Már Nagy Károly udvarát is ellátták vele. Minden héten rendeznek sajtpiacot, a legismertebbek Gouda, Edam és Alkmaar. Itt olyan sajtfajtákat találhatunk, mint a Mariolles, Gouda, Edami, Maasadami, Leerdami vagy az Amszterdami. A hagyományos ruhába öltözött kereskedők látványosságot jelentenek a turisták számára.

### További jellegzetességek
- Vla puding.
- Hagelslag: csokoládédarabkák, amiket vajas kenyérre tesznek, általában reggeliként fogyasztva.
- Frikandellen: alacsony tápanyagtartalmú, nyomokban húst, tejport tartalmazó készítmény, ami rúd alakú, fagyasztott állapotban kapható, és általában hasábburgonyával eszik.
- Appelmoes: ez afféle édes almaszósz, amit húsokhoz esznek.
- Roomboterkoekjes: általában édes tésztájú sütemények, almával, marcipánnal, lekvárral stb. töltve. Gyakran fogyasztják kávézásnál.
- Stroopwafel: keksztészta, aminek két lapja közé égetett cukrot kennek. Népszerű holland édesség.
- Hollandse Nieuwe: nyers hering, amit jellemzően hagymával és uborkával esznek.[8]

A hollandok hagyományos égetett szesze a jenever, az angol gin elődje.

## Társadalom
Hollandiában a társadalmi toleranciának igen régi múltja van, és igen liberális országnak tekintik, tekintettel drogpolitikájára és az eutanázia legalizálására. 2001. április 1-jén Hollandia lett az első nemzet, amely legalizálta az azonos neműek házasságait.

### Kábítószerek és prostitúció
Hollandiában a kannabiszszármazékok kis mennyiségű, magáncélú felhasználása engedélyezett. Egy 18. életévét betöltött személy maximum 5 g szárított kannabiszt tarthat magánál. Az ún. coffee-shopokban vásárolható kis mennyiségű szárított kannabisz, varázssüti (space cake, azaz hasistartalmú sütemény). A coffee-shopban vásárolt termékeket illik ott felhasználni, alkoholt nem fogyasztanak pszichedelikus szerekhez, inkább az üdítőt preferálják.
A prostitúció engedélyezett (piroslámpás negyedek).

### Környezetvédelem
Összességében 2018-tól kezdve Hollandiában az egy főre eső szén-dioxid-kibocsátás az EU-ban az egyik legmagasabb, Németország, Franciaország vagy Belgium felett. Hollandia mindazonáltal vezető szerepet játszik a környezetvédelem terén. 2015-ben és 2016-ban Amszterdam és Rotterdam az első húsz város között foglalt helyet a fenntartható városok Arcadis indexében, amely számos várost hasonlított össze a világban. 
Az ország környezetét az emberek erősen befolyásolták, elsősorban az árvízvédelem miatt. A legismertebb példák erre az Zuiderzeewerken, az Afsluitdijk és a Deltawerken nevű gátrendszerek. A Kinderdijki szélmalmok 1997 óta a világörökség részét képezik.

## Fordítás
- Ez a szócikk részben vagy egészben  a   Culture of Netherlands című angol Wikipédia-szócikk fordításán alapul.  Az eredeti cikk szerkesztőit annak laptörténete sorolja fel. Ez a jelzés csupán a megfogalmazás eredetét és a szerzői jogokat jelzi, nem szolgál a cikkben szereplő információk forrásmegjelöléseként.